# Плутенко, Филипп Фёдорович
Филипп Фёдорович Плутенко (1909 — 10 октября 1977) — передовик советского сельского хозяйства, комбайнёр Ленинградской МТС Краснодарского края, Герой Социалистического Труда (1952).

## Биография
Родился в 1909 году в станице Цимлянской, ныне город Цимлянск, в семье крестьянина. Русский.
После службы в рядах Красной армии, в 1933 году, остался работать в колхозе в станице Ленинградская в Краснодарском крае. Окончил курсы, работал трактористом, затем комбайнёром.    
В 1941 году был призван на фронт. Демобилизовался в 1946 году. Старший лейтенант. 
Вернулся на Кубань и продолжил трудиться механизатором, в уборочную страду садился за штурвал комбайна. Ежегодно вымолачивал свыше 10000 центнеров зерновых. 
По итогам уборочной 1951 года он на комбайне "Сталинец-6" сумел произвести 9544 центнеров зерна за 25 рабочих дней. Это были рекордные показатели.  
Указом Президиума Верховного Совета СССР от 28 мая 1952 года за достигнутые успехи в уборочную страду 1951 года Филиппу Фёдоровичу Плутенко было присвоено звание Героя Социалистического Труда с вручением ордена Ленина и медали «Серп и Молот».
Продолжал работать в МТС. На протяжении 11 лет выезжал в командировку на уборку урожая в другие регионы страны. Постоянный участник Всесоюзных сельскохозяйственных выставок. В 1964 году вышел на заслуженный отдых. 
Жил в станице Ленинградская. Умер 10 октября 1977 года. Похоронен на местном кладбище.

## Награды
За трудовые и боевые заслуги был удостоен:
- золотая звезда «Серп и Молот» (28.05.1952)
- орден Ленина (28.05.1952)
- Орден Трудового Красного Знамени (30.04.1951)
- Медаль «За трудовую доблесть» (02.06.1950)
- другие медали.